# Fimbristylis eragrostis
Fimbristylis eragrostis är en halvgräsart som först beskrevs av Christian Gottfried Daniel Nees von Esenbeck, och fick sitt nu gällande namn av Henry Fletcher Hance. Fimbristylis eragrostis ingår i släktet Fimbristylis och familjen halvgräs. Inga underarter finns listade i Catalogue of Life.